# Словарь церковнославянского и русского языка
Слова́рь церковнославя́нского и ру́сского языка́ (рус. дореф. Словарь церковно-славянскаго и русскаго языка) — четырёхтомный толковый словарь, содержащий в себе толкования русских и церковнославянских слов, составленный и изданный Вторым отделением Императорской Академии Наук в 1847 году. Это был второй значительный толковый словарь русского языка после «Словаря Академии Российской».
В словаре совмещена древнейшая и новая лексика. Он был издан в связи с растущей необходимостью упорядочить и систематизировать огромный словарный массив, с одной стороны обогатить, а с другой очистить язык от лишних, «сорных» слов. Для достижения этой задачи требовалось глубоко изучить церковнославянские и древнерусские письменные источники с момента их появления и исследовать живой современный язык.
В предисловии была кратко рассмотрена классификация славянских языков, основные вехи развития русского языка, сформулированы задачи издания. В словарь вошло 114 749 слов книжного и разговорного характера, что было значительно больше, чем во всех предыдущих словарях. В словаре много общеупотребительных слов иноязычного и церковнославянского происхождения, включены областные слова, широко представлена лексика, относящаяся к разным отраслям знания.
В составлении словаря принимали участие крупнейшие учёные-филологи середины XIX века: академики В. А. Поленов, А. Х. Востоков, М. Е. Лобанов, Я. И. Бередников, И. С. Кочетов и др.
В 1867—1868 годах вышло второе издание словаря в издательстве Н. Л. Тиблена.